# Guido Zoeller
Guido Zoeller (* 15. Juli 1962) ist ein deutscher Bankmanager.

## Leben
Guido Zoeller studierte in Passau und Bonn Jura und Wirtschaft und absolvierte das zweite juristische Staatsexamen in München.  Ab 1990 arbeitete er in verschiedenen Positionen bei der Commerzbank, zuletzt als Senior Manager in dem Bereich Corporate Finance in London. Nach Stationen bei der amerikanischen Bankers Trust, der Deutschen Bank und Merrill Lynch/Bank of America, wo er im Bereich Investment Banking als Managing Director Mitglied des German Executive Committee war, wechselte er im April 2010 zur Société Générale. Dort leitete er zunächst für Deutschland, Österreich und die deutschsprachige Schweiz die Großkundenbetreuung. Mit Wirkung vom 1. Juli 2012 wurde er zusätzlich zum Chief Country Officer für Société Générale Corporate & Investment Banking in Deutschland berufen und verantwortete die Investmentbanking-Aktivitäten der Bank in Deutschland.
Seit dem 1. Januar 2014 verantwortet Guido Zoeller als Group Country Head Germany & Austria  die gesamten Aktivitäten der Société Générale in Deutschland und Österreich mit über 3.500 Mitarbeitern. Gleichzeitig wurde er in das Group General Management Committee der Bank  in Paris berufen.

## Mitgliedschaften
Guido Zoeller ist stellvertretender Vorsitzender im Verband der Auslandsbanken in Deutschland  sowie Mitglied im Kuratorium der Stiftung Deutsche Sporthilfe. Des Weiteren gehört er den Aufsichtsräten der Hanseatic Bank, BDK Bank Deutsches Kraftfahrzeuggewerbe GmbH, der GEFA Bank GmbH und der ALD AutoLeasing D GmbH an.